# Rs7341475
В генетике, rs7341475 — обозначение однонуклеотидного полиморфизма (SNP) гена RELN, кодирующего белок рилин и расположенного на хромосоме 7 (бэнд 7q22.1). SNP находится в четвёртом интроне гена RELN. В гене  RELN имеется 65 экзонов и 64 интрона, которые содержат множество других SNP; в одном только четвёртом интроне известны десятки полиморфизмов.
Полиморфизм rs7341475 в настоящее время расследуется на предмет возможной связи с шизофренией. Обширное исследование геномов, проведённое в нескольких популяциях в 2008 году, показало, что вариант этого SNP ассоциирован с повышенным риском шизофрении у женщин.